# Elisha Harris

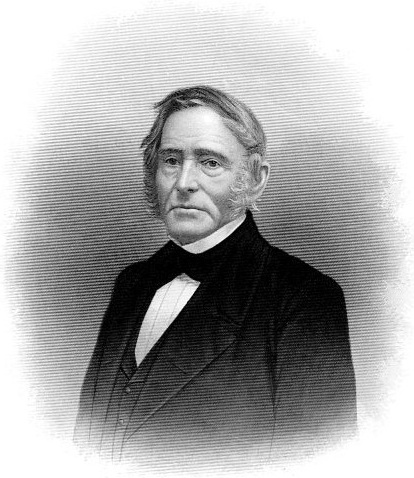
Elisha Harris

Elisha Harris (* 8. September 1791 in Cranston, Rhode Island; † 1. Februar 1861) war ein US-amerikanischer Politiker und von 1847 bis 1849  Gouverneur des Bundesstaates Rhode Island.

## Frühe Jahre und politische Laufbahn
Elisha Harris besuchte die öffentlichen Schulen seiner Heimat und das East Greenwhich Seminary. Nach seiner Schulzeit arbeitete er als Buchhalter bei der Firma Roger Williams Mills. Im Jahr 1822 machte er sich selbständig und gründete sein eigenes Unternehmen.
Politisch wurde Harris Mitglied der Whig Party, die er für einige Legislaturperioden im Repräsentantenhaus von Rhode Island vertrat. Zwischen 1846 und 1847 war er Vizegouverneur seines Staates und im Jahr 1847 wurde er zum neuen Gouverneur gewählt. Nach einer Wiederwahl im Jahr 1848 konnte er dieses Amt zwischen dem 4. Mai 1847 und dem 1. Mai 1849 ausüben. In dieser Zeit setzte er sich für eine Schul- und Verwaltungsreform ein. Im Jahr 1850 kandidierte er nochmals, jedoch ohne Erfolg, für das Amt des Gouverneurs.

## Weiterer Lebenslauf
Zwischen 1846 und 1861 war Harris Präsident der Providence Bank.  Nach der Auflösung der Whigs schloss er sich der neugegründeten Republikanischen Partei an. Bei der Präsidentschaftswahl des Jahres 1860 war er einer der Wahlmänner von Abraham Lincoln. Elisha Harris starb am 1. Februar 1861. Mit seiner Frau Sarah Taylor hatte er drei Kinder.